# كربة (لحج)
كربه هي إحدى قرى الجمهورية اليمنية. تتبع جغرافيا لمحافظة لحج و إداريًا لمديرية المقاطرة. يبلغ تعداد سكانها 2036 نسمة حسب الإحصاء الذي أجري عام 2004.